# 1. Līga 1993
La 1. Līga 1993 è stata la 2ª edizione della seconda divisione del calcio lettone dalla ritrovata indipendenza.  Il Gemma-RFS ha vinto il campionato ottenendo la promozione in massima serie.

## Stagione

### Formula
Le 12 squadre partecipanti si affrontavano in gironi di andata e ritorno per un totale di 22 incontri per squadra. La vincitrice e la seconda classificata venivano promosse in Virslīga 1993, mentre le ultime tre venivano retrocesse in 2. Līga.
Erano assegnati due punti per la vittoria, uno per il pareggio e zero per la sconfitta.

## Squadre partecipanti
| Club                | Città      | Stagione precedente |
| ------------------- | ---------- | ------------------- |
| Aila                | ?          | ?                   |
| Baltnet             | Daugavpils | ?                   |
| Gemma               | Rīga       | ?                   |
| Kompar-Daugava Rīga | Rīga       | 9° in 1. Līga       |
| Kvadrats            | Rīga       | 6° in 1. Līga       |
| Latgale Daugavpils  | Daugavpils | 4° in 1. Līga       |
| Monta Ogre          | Ogre       | 12° in 1. Līga      |
| RAF Jelgava-2       | Jelgava    | 5° in 1. Līga       |
| RFK Rīga            | Rīga       | 11° in 1. Līga      |
| Skonto-2            | Rīga       | 10° in 1. Līga      |
| Starts              | Brocēni    | ?                   |
| Strotos Rīga        | Rīga       | ?                   |

## Classifica finale
|  | Pos. | Squadra             | Pt | G  | V  | N | P  | GF | GS | DR  |
|  | ---- | ------------------- | -- | -- | -- | - | -- | -- | -- | --- |
|  | 1.   | Gemma               | 36 | 22 | 16 | 4 | 2  | 57 | 19 | +38 |
|  | 2.   | Baltnet             | 35 | 22 | 15 | 5 | 2  | 55 | 13 | +42 |
|  | 3.   | Skonto-2            | 30 | 22 | 13 | 4 | 5  | 54 | 16 | +38 |
|  | 4.   | Starts              | 27 | 22 | 13 | 1 | 8  | 55 | 31 | +24 |
|  | 5.   | RAF Jelgava-2       | 26 | 22 | 11 | 4 | 7  | 34 | 25 | +9  |
|  | 6.   | Kvadrats            | 26 | 22 | 10 | 6 | 6  | 51 | 28 | +23 |
|  | 7.   | Strotos Rīga        | 20 | 22 | 7  | 6 | 9  | 24 | 27 | -3  |
|  | 8.   | Latgale Daugavpils  | 17 | 22 | 7  | 3 | 12 | 36 | 43 | -7  |
|  | 9.   | RFK Rīga            | 16 | 22 | 6  | 4 | 12 | 21 | 42 | -21 |
|  | 10.  | Monta Ogre          | 14 | 22 | 4  | 6 | 12 | 25 | 63 | -38 |
|  | 11.  | Aila                | 11 | 22 | 4  | 3 | 15 | 21 | 69 | -48 |
|  | 12.  | Kompar-Daugava Rīga | 9  | 22 | 2  | 2 | 18 | 15 | 73 | -58 |

## Verdetti finali
- Gemma-RFS Rīga e Baltnet Daugavpils promossi in Virslīga 1994.
- Monta, Aila e Kompar-Daugava Rīga retrocesse in 2. Līga.